# Gävle rådhus
Rådhuset i Gävle ligger i Rådhusesplanadens södra ände, med adress Rådhustorget 1. Byggnaden uppfördes 1784-1790 efter ritningar av Carl Fredrik Adelcrantz, och byggdes på uppdrag av magistraten i Gävle som stadens rådhus.

## Historik och arkitektur

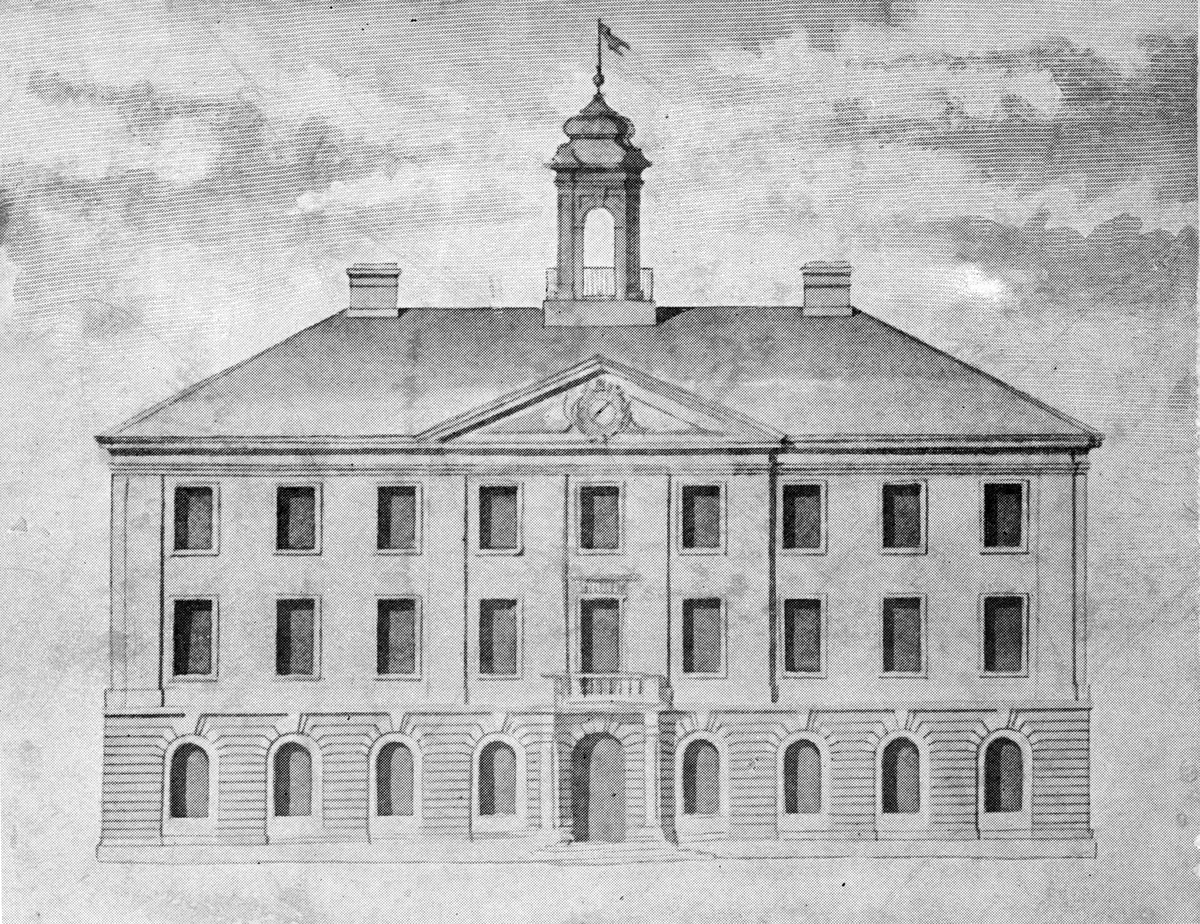
Carl Fredrik Adelcrantz ritning till Rådhuset från 1782, och godkänd av Gustav III.

Byggnaden uppfördes 1784-1790 på kung Gustav III:s uppdrag efter ritningar av arkitekt Carl Fredrik Adelcrantz och landshövding F. A. U. Cronstedt. Det äldre rådhuset från 1628, placerat något norr om det nuvarande, hade förstörts i stadsbranden 1776. Den nya byggnaden var ritad i en franskinspirerad stil med drag av både rokoko och klassicism. Kungen lämnade ett bidrag om 4 500 riksdaler och donerade en porträttmedaljong i marmor utförd av Johan Tobias Sergel. Gustav III skriver den 13 september 1791 till magistraten i staden angående porträttmedaljongen;
| ” | ...Då Vår önskan är, at på et sådant sätt tillika bereda Edre Efterkommande förmåner, hafve Vi, för att göra denna åminnelse af Oss för dem så mycket varaktigare, hälst velat lämna den i Marmor, och Vi hafve tillika därvid nyttjat den Konstnär, hvars Skicklighet hedrat hans Fosterbygd och med almänt Bifall tillagt honom Företrädet för Utrikes Medtäflare. | „ |

Medaljongen invigdes och sattes på plats den 4 november 1791, under en ceremoni som leddes av landshövdingen och greven Fredrik Adolf Ulrik Cronstedt. Medaljongen anlände med landshövdingen i hans vägen eskorterad av Gävle dragonkår och mottogs på rådhusets trappa av fyra officerare ur stadens borgarbeväpning samtidigt som pukor och trumpeter spelades på balkongen ovanför entrén. De fyra officerarna bar in medaljongen. Medaljongen bars slutligen av åtta ur stadens borgerskap till rådhussalen. Därefter hölls flera tal och konungens skrivelser lästes upp. Medaljongen sattes slutligen på plats i rådhussalen, varefter stadens artillerikår avlossade en kunglig salut om 128 skott. På kvällen gavs middag samt bal, och hela rådhusets upplystes med ljus och marschaller.
Vid 1869 års stadsbrand skadades rådhuset svårt och återuppbyggdes 1871-1872 under ledning av arkitekt Gustaf Dahl. Exteriören förändrades då bland annat genom att fönstren på tredje våningen gjordes större och Adelcrantz släta fasad ornamenterades med bland annat lister. Sockelvåningen är dock lik den ursprungliga. Rådhuset kom alltså att få en utformning som är en blandning mellan olika stilar.

## Verksamheter
Rådhuset inrymde ursprungligen stadens magistrat och rådhusrätt och från 1863 även stadsfullmäktige som dock lämnade huset 1902 för Enneska palatset. Tingsrätten blev kvar till 1993 då den flyttade till före detta Hotell Baltic. 1998-2013 var Institutet för bostads- och urbanforskning vid Uppsala universitet enda hyresgäst i huset.
Andra verksamheter som funnits i rådhuset är under 1700-talet värdshus, under 1800-talet Gefle Stads Sparbank, i början av 1900-talet polisstation och under slutet av 1900-talet kommunala musikskolan.

## Framtid
Byggnaden inrymmer 2019 tillfälligt Gävle kommuns säkerhetsavdelning och programmet "Digital Förnyelse" samt några andra kommunala funktioner. Rådhuset ägs av kommunens fastighetsbolag Gavlefastigheter.

## Klockspelet
Rådhustornets klockspel med 32 klockor tillkom 1972 i samband med länsutställningen X 72. Läkaren Kule Palmstierna hade initierat en insamling och kommittén kunde den 29 juni 1972 överlämna klockspelet. Klockspelet spelar varje dag vid klockslagen 9, 12, 15, 18 och 21. Repertoaren varieras över året. I samband med orgeldagar i Heliga Trefaldighets kyrka anordnas klockspelskonserter.

## Rådhustorget
Rådhustorget, som före stadsbranden 1869 kallades Stortorget, var länge stadens förnämsta torg och omgavs av rika affärsmäns hus, bland andra Pehr Ennes. Efter stadsbranden flyttades stadens affärscentrum gradvis mot det kraftigt utvidgade Nytorget, numera Stortorget, och Rådhustorget användes som droskstation (taxistation) fram till 1940 då taxiverksamheten flyttade till Stortorget. Under stadsarkitekt Sven Wranér revs kullerstensbeläggningen upp och torget belades med slät marksten och kantades av låga stenmurar. Torgets yta sänktes också något för att framhäva rådhustrappan. I norr anlades Eric Grates massiva granitskulptur Gudinna vid hyperboreiskt hav.
1976 byttes torgets stenläggning ut mot gatsten och murarna planterades med höga häckar vilket skapade ett avskilt rum i stadsbilden.
Under 1900-talet avtog torglivet gradvis och Rådhustorget kom att stå öde större delen av året förutom under evenemang som Bo 88 eller Cityfesten då den annars tomma ytan fylls av evenemangs- eller öltält. I början av 2000-talet planerade Gävle kommun att bygga om och öppna torget och etablera en central omstigningspunkt för stadsbussarna. Osäkerhet angående busslinjernas dragning i innerstaden och en försämrad kommunal ekonomi sköt dock upp planerna på obestämd framtid. Efter en dramatisk händelse i november 2006, när en stadsbuss drabbades av tekniskt fel och skenade tvärs över torget och skadade torgets murar och häckar, beslöt kommunen att ta ned häckarna vilket åter gjort torget till en öppen plats.

## Bilder

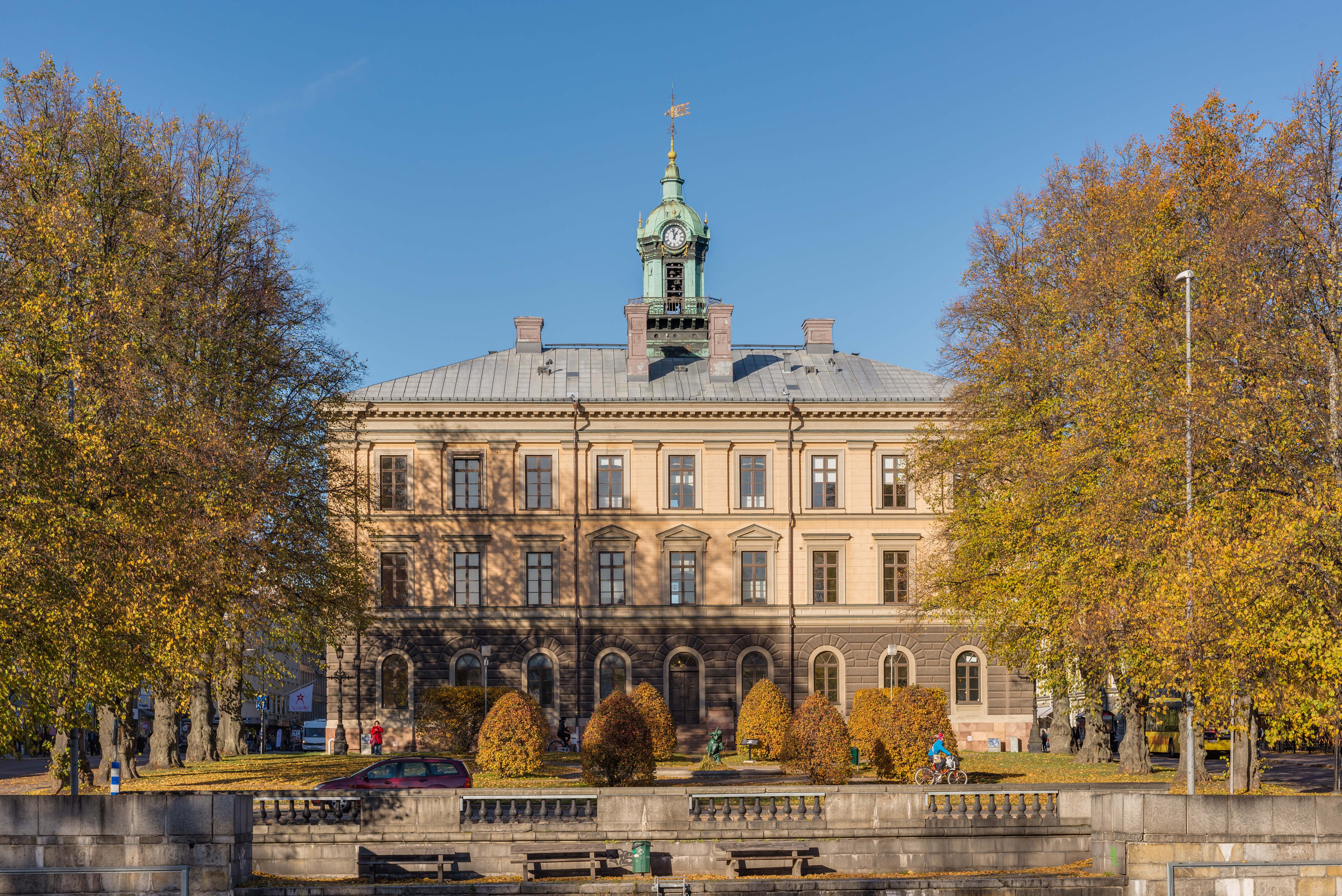
Rådhuset sett från söder.
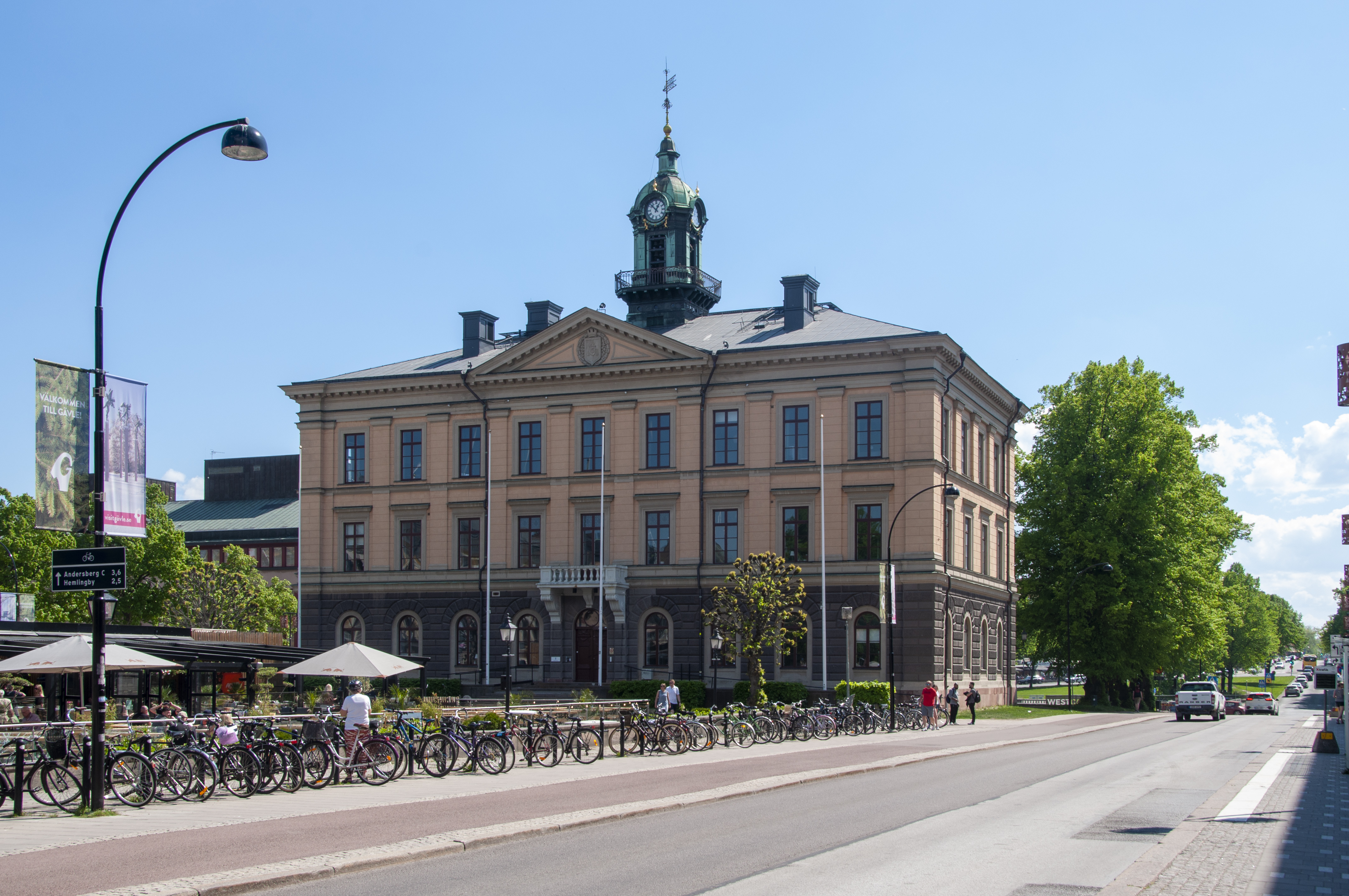
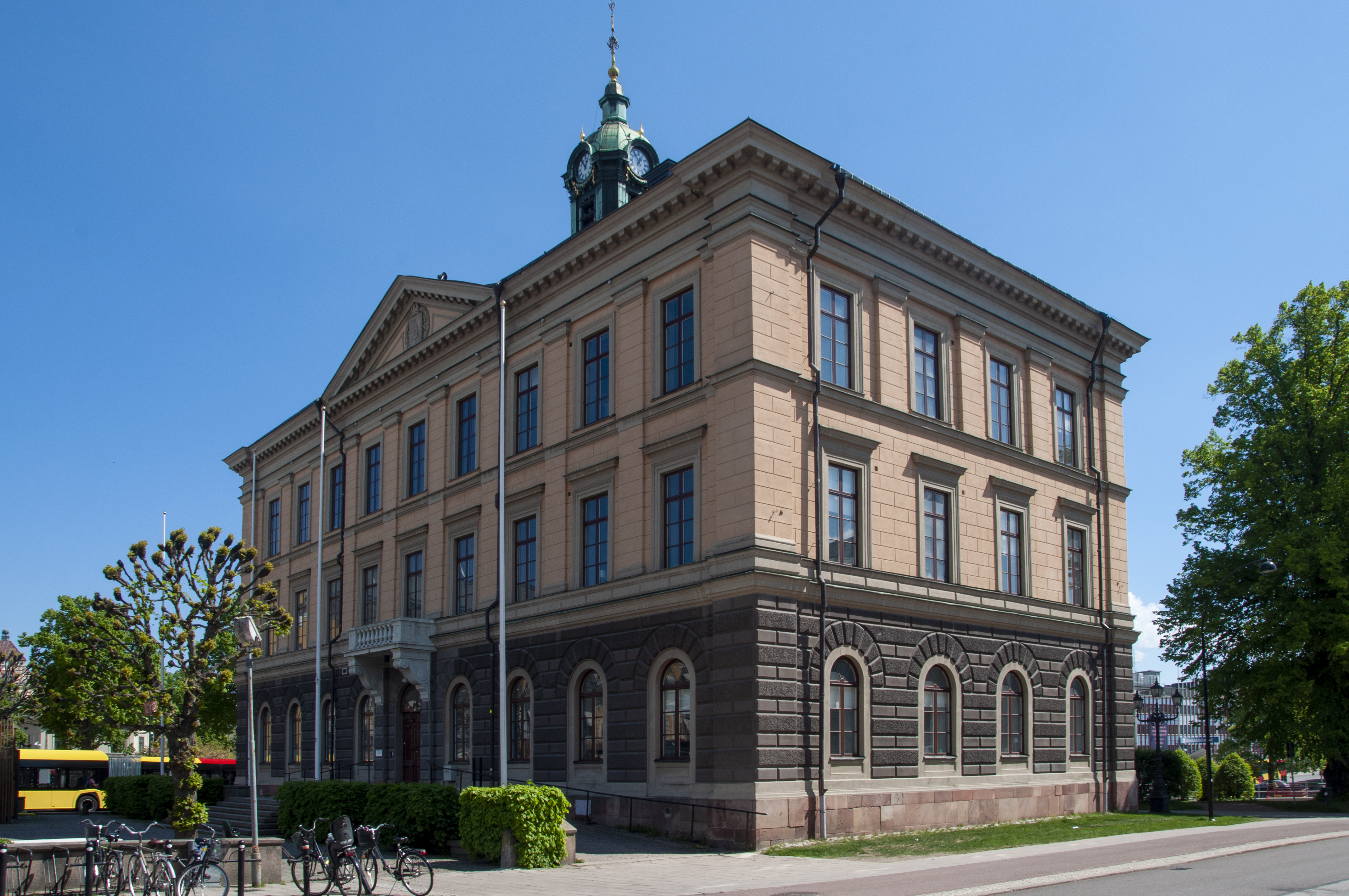